# عادل الجوجري
عادل الجوجري (الوفاة 11 يوليو 2012) هو صحفي وإعلامي وكاتب مصري راحل. ترأس تحرير جريدة الأنوار المصرية ومجلة الغد العربي، وأدار المركز العربي للصحافة والنشر في مصر.
توفي مساء يوم الأربعاء 11 يوليو 2012 أثناء تقديمه لبرنامجه التليفزيوني في قناة الحدث العراقية في مدينة الإنتاج الإعلامي في القاهرة، بعدما انفعل على ضيف له بالأستوديو بسبب اختلاف وجهات النظر حول الأوضاع بسوريا، ليصاب بجلطة دماغية أدت لوفاته قبل نقله إلى المستشفى. وكان الحوار التلفزيوني قد احتد مع ضيفه السوري العميد العواد حول بشار الأسد والجيش السوري الحر والأوضاع في سوريا.

## دراسته
تخرج الجوجري في كلية الإعلام جامعة القاهرة عام 1979، وله سلاسل من المقالات وعشرات الكتب في الفكر القومي والناصري في مختلف الصحف والمجلات الناصرية، ومنها صحيفة العربي الناصري.

## مؤلفاته
| م  | العمل | عام الإصدار | الناشر                                 | عدد الصفحات | رقم تعريفي                                                  | مراجع         |
| -- | --- | ----------- | -------------------------------------- | ----------- | ----------------------------------------------------------- | ------------- |
| 1  | ثورة مصر: المواجهة المسلحة ضد الموساد والسي. آي. إيه | 1990        | مطابع المنار العربي                    | 337         |                                                             | [ 7 ] [ 8 ]   |
| 2  | الحزب الإسلامي | 1993        | المركز العربي للصحافة والنشر "مجد"     | 124         | (ردمك 9770051799، وردمك 9789770051795)                      | [ 9 ]         |
| 3  | أمريكا والجماعات الٳسلامية | 1994        | المركز العربي للصحافة والنشر "مجد"     | 159         | (ردمك 9775562007، وردمك 9789775562005)                      | [ 10 ]        |
| 4  | حقيقة ما يجري في العراق: أسرار وخفايا المقاومة العراقية بالوثائق والصور | 2005        | دار الكتاب العربي للنشر والتوزيع، دمشق | 301         | (ردمك 9773761347، وردمك 9789773761349، وردمك 9773761363)    | [ 11 ]        |
| 5  | أحمدي نجاد، رجل في قلب العاصفة: بالشهادات والوثائق والصور | 2006        | دار الكتاب العربي للنشر والتوزيع، دمشق | 335         | (ردمك 9773762076، وردمك 9789773762070)                      | [ 12 ] [ 13 ] |
| 6  | هوجو شافيز أسد فنزويلا ومرعب أمريكا | 2007        | دار الكتاب العربي للنشر والتوزيع، دمشق | 285         | (ردمك 9773762785، وردمك 9789773762780)                      | [ 14 ] [ 15 ] |
| 7  | مهاتير محمد النمر الاسيوي من شاب متمرد إلى بطل اسلامي: قصة نضال بالصور والشهادات والوثائق | 2008        | دار الكتاب العربي للنشر والتوزيع، دمشق | 311         | (ردمك 9773763358، وردمك 9789773763350)                      | [ 16 ] [ 17 ] |
| 8  | اليمن فوق بركان: طبول الحرب في صعدة وشبح الانفصال في الجنوب صراع القبيلة والسلطة: النصر لمن؟ | 2009        | دار الكتاب العربي للنشر والتوزيع، دمشق | 416         | (ردمك 9789773765286، وردمك 9773765288، وردمك 9789773765284) | [ 18 ] [ 19 ] |
| 9  | نهب العراق: بوش و4000 حرامي بالاسماء والوثائق والصور | 2009        | دار الكتاب العربي للنشر والتوزيع، دمشق | 429         | (ردمك 9773764583، وردمك 9789773764586، وردمك 9789773764463) | [ 20 ]        |
| 10 | الموساد: أسرار الحرب القذرة لاغتيال قادة المقاومة، الاغتيال بالسم لعرفات وخالد مشعل ووديع حداد، القتل بالخنق لمحمود المبحوح وتفجير سيارة رفيق الحريري وعماد مغنية، تدمير الشيخ ياسين والرنتيسي وقصة العملاء على أرض فلسطين | 2011        | دار الكتاب العربي للنشر والتوزيع، دمشق | 383         |                                                             | [ 21 ] [ 22 ] |
| 11 | مبارك آخر الحكام الفراعنة | 2011        | دار الكتاب العربي للنشر والتوزيع، دمشق | 397         |                                                             | [ 23 ]        |
| 12 | أسرار الزعماء العرب مع السحر والزئبق الأحمر: رؤساء وقادة يحكمون بلادهم بالسحر | 2012        | دار الكتاب العربي للنشر والتوزيع، دمشق | 280         | (ردمك 9789773766896)                                        | [ 24 ] [ 25 ] |
| 13 | آخر الحكام الفراعنة | 2012        | دار الكتاب العربي للنشر والتوزيع، دمشق | 397         |                                                             | [ 26 ]        |
| 14 | اعترافات القادة العرب: أسرار العلاقة مع الاستخبارات الأميركية والأوروبية والموساد، جاسوسة حسناء دبرت اتفاقية كامي ديفيد، لماذا تحول وليد جنبلاط وعبد الحليم خدام من اليسار إلى اليمين؟                                     | 2012        | دار الكتاب العربي للنشر والتوزيع، دمشق | 303         |                                                             | [ 27 ] [ 28 ] |
| 15 | فلاديمير بوتين جاسوس على عرش الكرملين | 2013        | دار الكتاب العربي للنشر والتوزيع، دمشق | 264         |                                                             | [ 29 ]        |
| 16 | برنارد لويس، سياف الشرق الأوسط ومهندس سايكس بيكو 2: مخطط الفتنة والحروب الأهلية بين طوائف الأمة | 2013        | دار الكتاب العربي للنشر والتوزيع، دمشق | 231         | (ردمك 9789773767317، وردمك 9789773767310، وردمك 9773767310) | [ 30 ] [ 31 ] |
| 17 | الطاغية والنساء: من نيرون وهتلر إلى صدم ومبارك والقذافي: قصص وحكايات مثيرة | 2013        | دار الكتاب العربي للنشر والتوزيع، دمشق | 200         |                                                             | [ 32 ]        |